# Белокачулат тигров воден бик
Белокачулатият тигров воден бик (Tigriornis leucolopha) е вид птица от семейство Чаплови (Ardeidae), единствен представител на род Tigriornis.

## Разпространение и местообитание
Разпространен е в Ангола, Бенин, Габон, Гамбия, Гана, Гвинея, Гвинея-Бисау, Екваториална Гвинея, Камерун, Република Конго, Демократична република Конго, Кот д'Ивоар, Либерия, Нигерия, Сенегал, Сиера Леоне, Того и Централноафриканската република.